# نیکولای کورولکوف
نیکولای کورولکوف (روسی: Николай Павлович Корольков؛ زادهٔ ۲۸ اکتبر ۱۹۴۶) سوارکار پرش اهل اتحاد جماهیر شوروی سوسیالیستی بود.